# جغرافيا جنوب إفريقيا
تمتد جنوب أفريقيا في الجنوب من قارة أفريقيا، حيث تمتد سواحلها على مسافة 2,500 كيلومتر (1,600 ميل) ابتداء من حدود الصحراء مع ناميبيا على المحيط الأطلسي مرورا برأس الرجاء الصالح ثم إلى الشمال الشرقي مع الحدود مع موزمبيق على المحيط الهادئ.تصنف معظم أراضي البلد على أنها شبه قاحلة لكن هناك تتنوع كبير سواء مناخيا أو طبوغرافيا.
تحتوي الهضبة الجنوب أفريقية نهرين كبيرين فقط:
- نهر ليمبوبو (جزء منه مشترك مع زيمبابوي)
- نهر اورانج (مع رافده نهر فال)

تمر عبر المناطق الساحلية الشرقية والجنوبية أنهار قصيرة عديدة. هناك أنهار ساحلية في الساحل الغربي القاحل شمال خط عرض 30°31' جنوبا.

## جغرافيا

### تضاريس

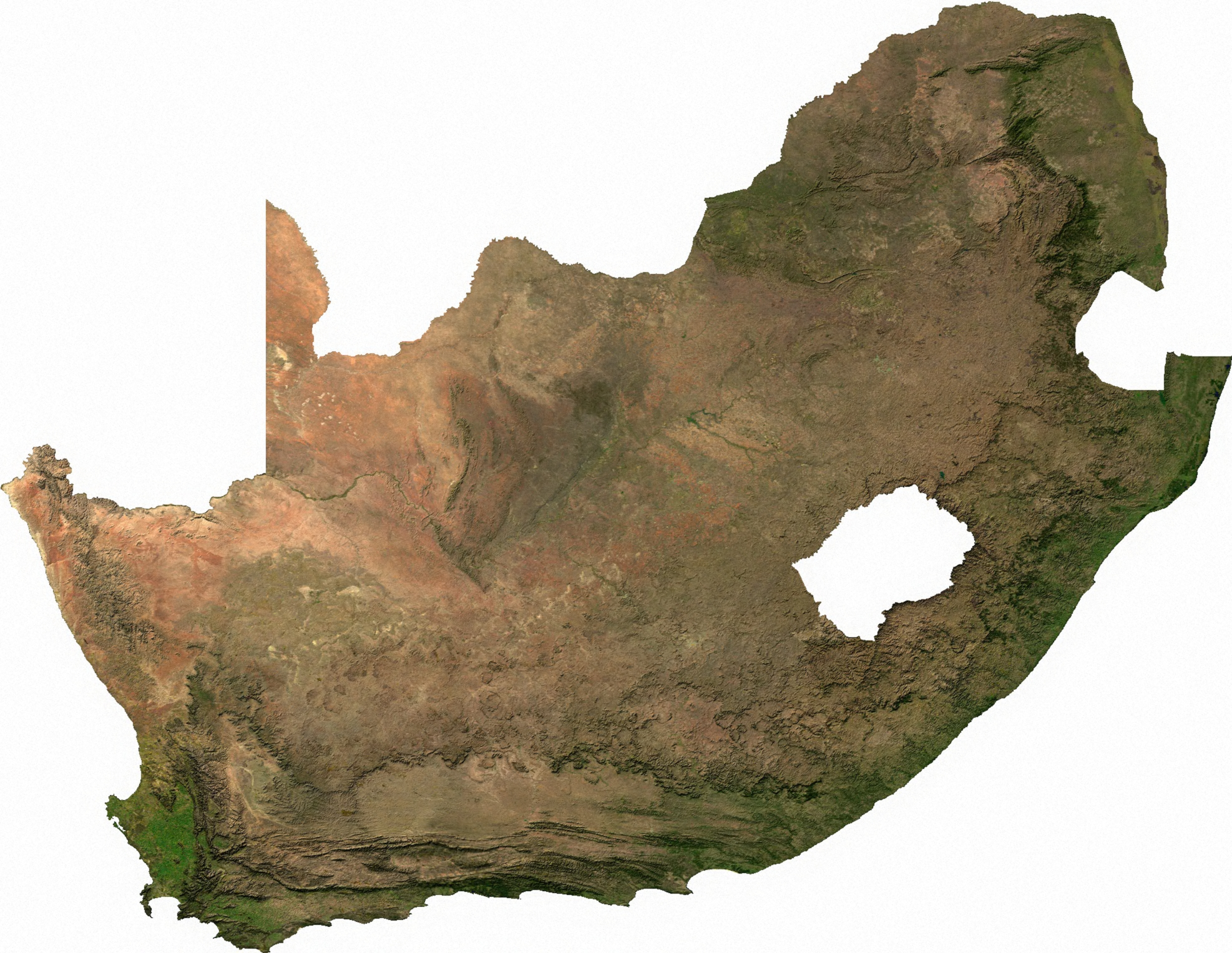
صور بالأقمار الصناعية لجنوب أفريقيا

تقع جنوب أفريقيا في أقصى جنوب قارة أفريقيا، وتحتل المركز الخامس والعشرون من حيث المساحة في العالم. تتمثل مظاهر السطح في جنوب أفريقيا في هضبة كبيرة واسعة تشغل حوالي ثلثي مساحة البلاد، ويبلغ أقصى ارتفاع لها عند الحافة الجنوبية الشرقية حيث تقع جبال دراكنزبرج، وتوجد بهذه الهضبة ثلاث مناطق مميزة هي ميدلفيلد وبوشفيلد وهايفيلد، وتغطي منطقة الهايفيلد معظم أجزاء الهضبة ويبلغ ارتفاعها 1.525 م فوق مستوى سطح البحر، وتقع بوشفيلد شمال هايفيلد أو حوض ترنسفال وتنقسم هذه المنطقة إلى عدة أحواض بواسطة القمم الصخرية وتنحدر من الشرق للغرب نحو نهر لمبوبو، ويبلغ متوسط ارتفاع بوشفيلد حوالي 1.200 م. أما الجزء الغربي من الهضبة الذي يعرف بميدلفيلد، فينحدر لأسفل في الاتجاه الغربي ويبلغ متوسط ارتفاعه حوالي 915 م.
تنحدر الأرض فيما بين نهاية الهضبة والساحل الشرقي والجنوبي نحو البحر، وتضم جنوب أفريقيا جزءا من صحراء كالهاري في الشمال الغربي والتي تمتد حتى بتسوانا، كما تضم جزءا من صحراء ناميب في الغرب على طول المحيط الأطلنطي باتجاه جبال الكاب.

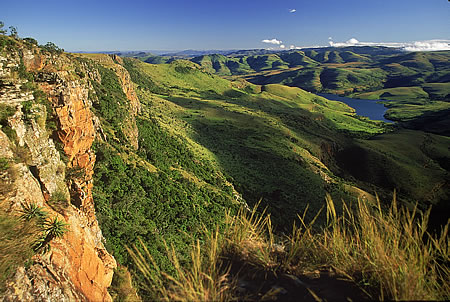
جبال دراكنزبرج، وهي أعلى سلسلة جبال في جنوب أفريقيا

### أنهار
أما بالنسبة للأنهار في جنوب أفريقيا فيعتبر نهر اورانج من أطول الأنهار بها والذي ينبع من ليسوتو ويتدفق نحو الشمال الغربي ليصب في المحيط الأطلنطي، أما نهر لمبوبو فينبع من شمال البلاد ويتدفق نحو الشمال الغربي حتى يصل إلى بوتسوانا ثم يتجه شرقا على طول الحدود مع بتسوانا وزيمبابوي قبل أن يصل إلى موزمبيق ثم يستمر في تدفقه حتى يصل إلى المحيط الهندي. وينبع نهر فال في شمال شرق البلاد قرب سوازيلاند.
كما يوجد عدد آخر من الأنهار الصغيرة، ومعظم أنهار جنوب إفريقيا غير منتظمة التدفق وتنضب أغلبها معظم أوقات السنة وبالتالي لا تستخدم إلا قليلا من أجل الملاحة أو من أجل توليد القوى الهيدروكهربية، إلا أن لها بعض الاستخدامات في الري.
أهم أنهارها أورانج Orange وفال Vaal وليمبوبو Limpopo. وأطولها نهر أورانج طوله 2.200 كم ويصب بالمحيط الأطلنطي.
أعلى نقطة فيها انجاسوتي 3408 م. أهم سلسلة جبلية دراكنزبرج.
يقع جزء من جنوب أفريقيا، في قارة أنتاركتيكا وهي جزر الأمير إدوارد.

## المناخ

تصنيف كوبن للمناخ على خريطة جنوب أفريقيا

يمر مدار الجدي فوق شمال جنوب أفريقيا، التي تعرف بأنها دولة جافة على نطاق واسع، مع بعض المناطق في الغرب ذات مناخ شبه قاحل. تتمركز التساقطات المطرية في الشرق (هايغفلد وكوازولو ناتال وشرق ميدلاند)، وتحدث أساسا في الصيف. يكون الجزء المعروف بـطريق الجنة في الساحل الجنوبي مخضرا ومعتدلا، حيث تعرف شبه جزيرة كاب مناخ متوسطي، مع طقس رطب دافئ معتدل في فصل الشتاء، وطقس جاف صيفا (يصبح أحر في الوديان الداخلية). يكون تساقط الثلوج ملحوظا فوق جبال دراكنزبرغ في فصل الشتاء.